# Breitingen
Breitingen település Németországban, azon belül Baden-Württembergben. Lakosainak száma 358 fő (2023. december 31.).

## Népesség
A település népessége az elmúlt években az alábbi módon változott:
| Lakosok száma | 198  | 289  | 309  | 332  | 362  | 368  | 358  |
|               | 1975 | 2014 | 2017 | 2019 | 2021 | 2022 | 2023 |